# Nardo
Nardo er en bydel i Trondheim i Norge. Nardo ligger syd for selve Midtbyen og øst for Nidelven. Navnet Nardo stammer fra norrøn tid, og man regner med der lå et hedensk offersted tilegnet Njord her. 
Statistisk sentralbyrås levevilkårsundersøgelse udpegede i 2004 Nardo som den bydel i Trondheim hvor indbyggerne havde det bedst.

## Beliggenhed
Området Nardo strækker sig fra Lerkendal i nord og til Risvollan i syd. Grænserne i øst og vest er henholdsvis Moholt og Sunnland.
Med tiden har det ændret sig en del hvilke områder som regnes til Nardo. Tendensen er at Nardo, noget fejlagtigt, har strakt sig sydover. Indkøbscentret Nardocenteret har bidraget meget til dette, i tillæg til at Nardo administrative distrikt frem til 1. januar 2005 betegnede bydelene Nardo, Steinan, Bratsberg, Nidarvoll og Hoeggen. Nardo er nu underlagt Lerkendal administrative bydel.
OMfartsvejen og Nardokrydset deler bydelen i to dele, Nardosletta er et relativt fladt område fra omfartsvejen og sydover til Nardocenteret. Nord for omfartsvejen ligger Blomsterbyen og Nardotoppen henholdsvis øst og vest for Torbjørn Bratts veg.
Syd for Nardo ligger det fire store andelsforeninger hovedsagelig bestående af husblokke og rækkehuse: Othilienborg, Vestlia, Sollia og Risvollan. Sidstnævnte er blandt Norges største andelsforeninger.

## Uddannelse
I hjertet af bydelen ligger nylig genrejste Nardo skole. Den nye skolen blev åbnet i 2008 efter en byggeperiode på to år, midlertidig opholdssted for elevene var i barakker i Sverresborg. Bydelens lokale ungdomsskole er Sunnland ungdomsskole, umiddelbart vest for Nardo
Nærmeste videregående skole er Strinda videregående skole.
Nardo ligger også i umiddelbar nærhed af Norges teknisk-naturvitenskapelige universitet, campus Gløshaugen.

## Erhverv
Nardo er først og fremest et boligområde, og har få butikker og andre arbejdspladser i selve bydelen. Syd i bydelen ligger indkøbscentret Nardocenteret. Trondheims Mercedes-Benz-forhandler, Motor-Trade er også lokaliseret på Nardo. Røde Kors og Tapir er nogle af de få virksomheder som har lokaler i Nardo.